# Rolf Dieter Brinkmann
Rolf Dieter Brinkmann, född 16 april 1940 i Vechta, död 23 april 1975 i London, var en tysk poet, novell- och romanförfattare, essäist, redaktör och översättare. Han ses som en föregångare till 2000-talets poplitteratur i sitt hemland, men med en subversiv grundkaraktär som den sentida strömningen saknar. På svenska finns han representerad med dikturvalet Doktor Karneval.

## Biografi
Rolf Dieter Brinkmann växte upp i en katolsk miljö i den lilla nordvästtyska staden Vechta. Fadern Josef Brinkmann var utbildad boktryckare, liksom sin far, men arbetade efter kriget på skatteverket. Modern Magritte var en utbildad kokerska som före kriget varit köksmästarinna på ett gods i Westfalen, men efter kriget var hon hemmafru. Rolf – som var hans tilltalsnamn (andranamnet Dieter lades till senare som författarnamn) – var enda barnet. 
Han började som femåring i en katolsk folkskola där han gick till 1950. Vid tio års ålder fortsatte han vid det humanistiska Gymnasium Antonianum, med studier i latin, grekiska och engelska. 16 år gammal höll han föredrag om existentialism i en elevförening som träffades regelbundet, och om poeter som Benn och Rimbaud. Han reciterade dikter av sådana som Rilke och Pound och deltog i teateruppsättningar, en gång i rollen som Beckmann i Wolfgang Borcherts Utanför dörren.
På Antonianum gick han fram till mars 1958, då han kuggades i gammalgrekiska och kemi och fick sluta utan slutbetyg. Senare samma höst fick han under ett par veckor möjlighet att läsa upp sina betyg. En händelse Brinkmann skulle återkomma till i sina arbeten längre fram var moderns för tidiga död i bröstcancer året innan, 1957, efter en ett år lång sjukdomstid. (Fadern avled tio år senare, 1967.) Rolf Dieter Brinkmann flyttade 1959 till Essen för en bokhandelsinriktad utbildning.

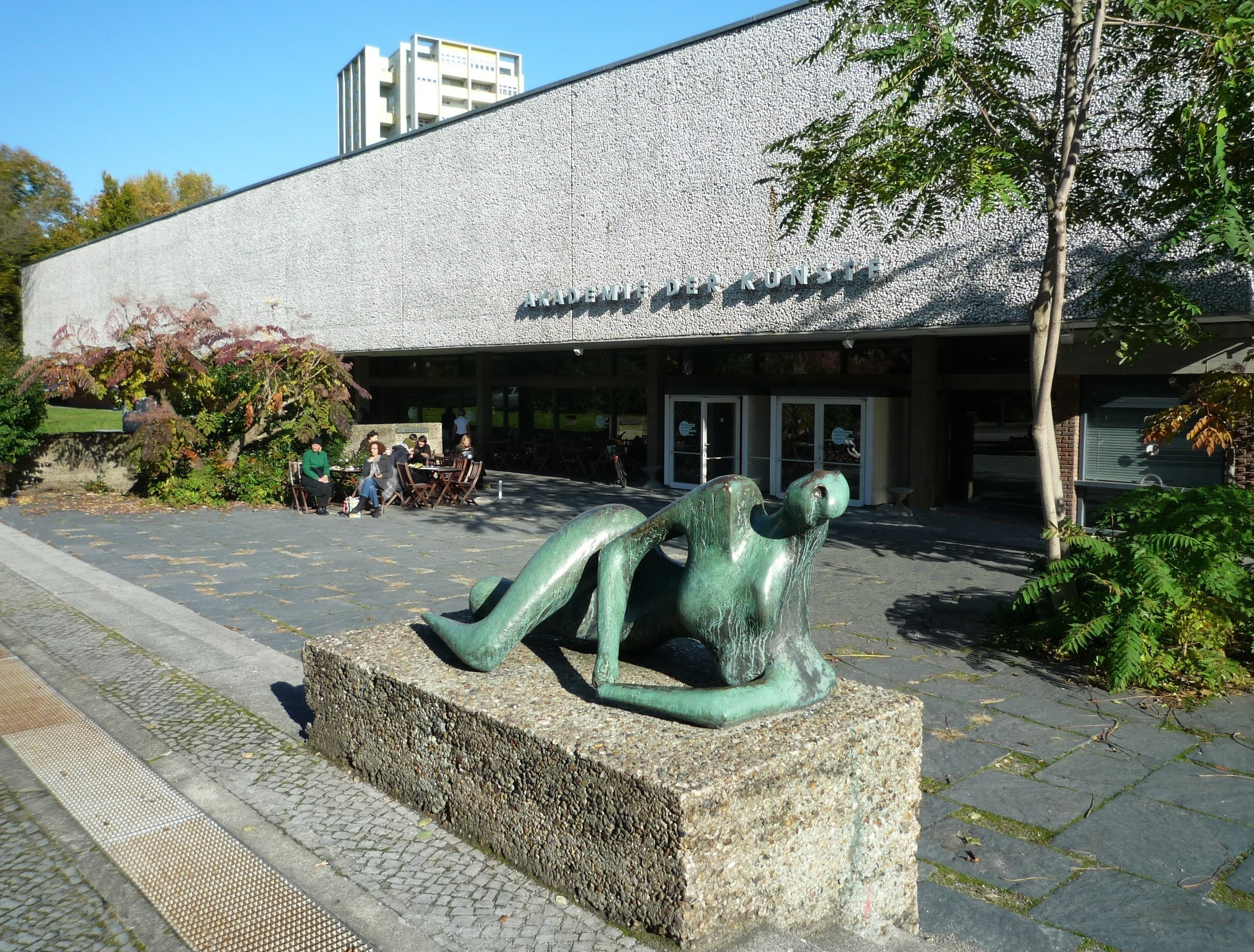
Huvudentrén till Akademie der Künste i Västberlin.

I Essen lärde han känna Maleen Kramer (född 1940), sin blivande fru, som efter hans död har varit huvudredaktör vid utgivandet av Brinkmanns verk. 1962 bosatte sig paret i Köln som sedan blev deras hemadress. Talrika kortare uppehåll i London under 1960-talet förde Brinkmann nära den tidens anglosaxiska poesi och popmusik. 1964 gifte sig paret och de blev föräldrar samma år, till sonen Robert. I likhet med Maleen läste Rolf vid Pädagogische Hochschule (Lärarhögskolan), men utan att ta examen. Från 1966 försörjde han sig som författare. I samband med en uppläsning vid Akademie der Künste i Västberlin 1968 väckte Brinkmann skandal under en efterföljande offentlig diskussion med kritikern Marcel Reich-Ranicki. Han höll upp sin roman Keiner weiß mehr och röt: Om den här vore ett maskingevär skulle jag skjuta ner er! 
Under första hälften av 1970-talet vistades Brinkmann ett år i Rom som Villa Massimo-stipendiat (1972-73). Vårterminen 1974, från januari till maj, tjänstgjorde han i Austin, Texas som gästföreläsare i skrivkonst och litteratur vid universitetets German Department och där medverkade han även vid 4. International Poetry Festival of the University of Texas at Austin. Året efter, våren 1975 var han inbjuden att göra ett par uppläsningar i engelska Cambridge under en flera dagar lång första upplaga av poesifestivalen Cambridge Poetry Festival. Detta var bara några veckor före publicerandet av Westwärts 1 & 2, hans första bok på fem år. Först framträdde han lördagen den 19 april ihop med tre engelskspråkiga poeter. Dessa var amerikanen John Ashbery tillsammans med engelsmännen John James och Lee Harwood. Dagen därpå läste han med de tyskspråkiga poeterna Reiner Kunze, Michael Hamburger - som också fungerade som engelsk översättare och presentatör - och Jürgen Theobaldy. Den något yngre landsmannen Jürgen Theobaldy, som då hade gett ut ett par diktsamlingar, har senare skildrat Brinkmann under detta evenemang och hans sista tid i London, där han avled på en gata, påkörd av en bilförare och smitare ett par dagar efter festivalen, den 23 april. Som den förste tilldelades Rolf Dieter Brinkmann postumt det nyinstiftade litterära Petrarcapriset samma år. 
Fram till 1992 vilade han anonymt i familjen Brinkmanns familjegrav på den katolska kyrkogården i födelsestaden Vechta, därefter graverades "Rolf Dieter 1940-1975" in.

## Författarskap
| ”              | Personen lika krävande - som dikterna givande. | „ |
| – Peter Handke |                                                |   |

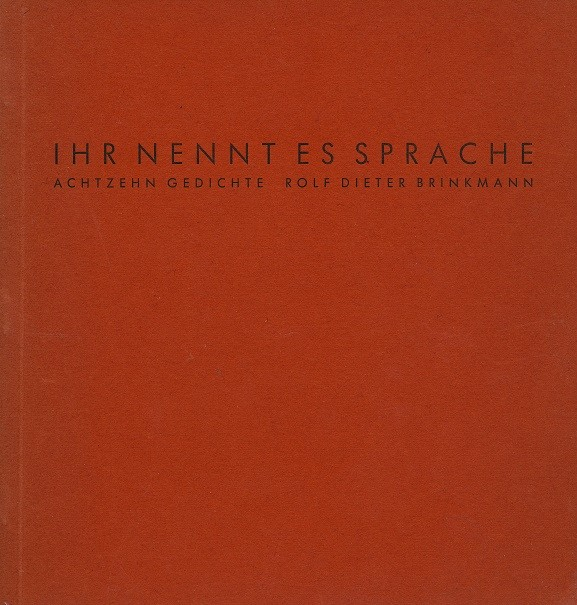
Omslaget till Brinkmanns debutdiktsamling Ihr nennt es Sprache (1962)

Rolf Dieter Brinkmann var en radikal litterär förnyare med ett stort inflytande på efterkommande generationer inom det tyska språkområdet. Hans lyriska magnum opus är Westwärts 1 & 2 från 1975, ansedd som en av 1900-talets viktigaste tyska diktsamlingar. Utdrag ur den finns i det svenska urvalet Doktor Karneval från 1988. Som ytterligare ett centralt verk vid sidan av Westwärts betraktas den postumt utgivna Rom, Blicke, en diger volym med material från vistelsen i Rom, brev, anteckningar, tidningsurklipp, foton, ursprungligen avsett för framtida projekt.
Hela Brinkmanns produktion finns tillgänglig på tyska i både samlingsutgåvor och utgåvor av enskilda verk. En utvidgad nyutgåva av diktsamlingen Westwärts 1 & 2 kom 2005. Den innehåller ytterligare 26 längre dikter som författaren tvingades ta bort av utrymmesskäl till första utgåvan 30 år innan. Även ett 75 sidor långt "okontrollerat efterord" är med, vilket han motvilligt också hade valt bort för att komma fram till de runt 180 sidor som förlaget hade tänkt sig. De inledande avsnitten av detta efterord har tidigare enbart varit publicerade i tidskriftsform.
I början av 1960-talet bildades en litterär skola i Köln runt den äldre författaren och förlagslektören Dieter Wellershoff (1925–2018) och hans förlag Kiepenheuer & Witsch. Den kallas Kölner Schule des neuen Realismus och stod för en tidstypisk ny realism. Den samtida neorealismen inom den franska bildkonsten är ett exempel på en liknande inriktning. Vad gäller skrivsättet inom Kölner Schule försökte man rensa bort allt tendensiöst och ideologiskt, liksom behovet av omskrivningar eller metaforik. Rolf Dieter Brinkmann associeras med denna skola från debuten med diktsamlingen Ihr nennt es Sprache (1962), och fortsättningsvis, under 1960-talet. Sakligheten hos vissa tidiga modernister som Benn och Williams influerade hans poesi, medan prosan, ett par novellsamlingar och en roman på 1960-talet, närmade sig den franska nya romanens estetik. Denna berättarstils sätt att lyfta fram detaljer och låta dem tala genom en precis beskrivning förblev en del av hans egen såväl prosa som poesi. Kritikern Marcel Reich-Ranicki skulle senare se Brinkmanns arbeten som tidiga exempel på något han under 1970-talet benämnde Neue Subjektivität, en "ny subjektivitet", som i motsats till en såväl samhällskritisk som experimentell litteratur präglades mer av det innerligt uppfattade och självupplevda.
Mot slutet av 1960-talet var Brinkmann den som uppmärksammade amerikansk undergroundpoesi i Västtyskland, i synnerhet New York-skolans postmodernistiska variant, som översättare och introduktör. Han svarade för ett par omfattande diktantologier i ämnet, ACID och Silverscreen, och gav dessutom ut enskilda urvalsvolymer av Frank O'Hara och Ted Berrigan. Från dessa hämtade han ett apollinairiskt skämtlynne med en närvarokänsla öppen för sinnesintryck och tillfälliga fantasier. Som poet låg han redan från början väldigt nära denna litterära motsvarighet till popmusik och popkonst. I diktsamlingen Godzilla tematiserade han för övrigt på ett lekfullt sätt det med epoken förknippade, ofta omtalade men ändå litterärt undertryckta ämnet sex, vilket hade sina poetiska motsvarigheter i USA men saknades helt i såväl Västtyskland som Sverige. Just detta förekommer inte heller på samma renodlade vis någon annanstans i Brinkmanns produktion. Hans poesi öppnar sig annars för det allmängiltigt vardagliga nuets innehåll. "Dikter är momentana fantasier...", börjar han med att konstatera i efterordet till Westwärts 1 & 2. Det språkligt intellektuella förhållningssättet hos den politiskt orienterade och samhällskritiska litteratur som växte sig allt starkare i början av 1970-talet var honom främmande. Den känsliga och förtvivlade civilisationskritik som genomsyrar Rom, Blicke och övriga postumt utgivna prosaböcker eller "materialband" är betydligt mer djupgående.

## Betydelse
En permanent utställning om Rolf Dieter Brinkmanns liv och verk visas på universitetsbiblioteket i Vechta sedan sommaren 2022.

### Brinkmannstipendium
Staden Köln där Brinkmann bodde åren 1962-1975, instiftade 1985 ett årligt litteraturpris på 10 000 euro till hans minne. Det är ägnat författare som bor eller verkar i Köln och som ännu inte fyllt 35 år. En av de första att tilldelas stipendiet var Thomas Kling (1990). Året därpå fick Marcel Beyer priset.

### Brinkmannsällskap
1992 bildades ett litterärt Rolf Dieter Brinkmannsällskap i födelsestaden Vechta. Många arrangemang anordnades med kända författare på besök och flera publikationer utgavs i tidskrifts- och bokform. Den viktigaste av dessa utgåvor får nog den allra sista sägas vara, nämligen Jan Röhnerts och Günter Geduldigs mycket omfattande samling av artiklar med närläsningar av enskilda dikter av Brinkmann. Under ett årsmöte i november 2012 beslutades dock att lägga ner verksamheten. Sällskapet togs därefter bort ur det nationella föreningsregistret i februari 2013.

### Titlar (urval)
Samtliga böcker utgivna av Rowohlt.
- Keiner weiβ mehr  (Roman, första upplagan 1968 på förlaget Kiepenheuer & Witsch, Köln).
  - Ingen ved mere, dansk övers. av Birte Svensson (Arena, 1971) ISBN 87-7405-028-1
  - La lumière assombrit les feuilles, fransk översättning av Jean-Louis Pontaubert (Gallimard, 1971)
- Fragment zu einigen populären Songs (bidrag till tidskriften Literaturmagazin 3, på temat "Die Phantasie an die Macht", Literatur als Utopie, s. 105-123, red. Nicolas Born, februari 1975 ISBN 3-499-25057-8
- Westwärts 1 & 2  (Gedichte, 1975; ny utökad utgåva 2005) ISBN 3-499-25063-2 ISBN 3-498-00528-6
- Rom, Blicke  (Tagebuch, 1979) ISBN 3-499-25094-2
  - Rome, regards (Quidam éditeur, 2008); en prisad fransk översättning av Martine Rémon.
- Standphotos (1980) ISBN 3-498-00461-1
- Der Film in Worten (1982) ISBN 3-498-00469-7
- Eiswasser an der Guadelupe Str. (1985) ISBN 3-498-00492-1
- Erzählungen (Prosa 1959-1966, 1985) ISBN 3-498-00493-X
- Briefe an Hartmut 1974-1975 (1999) ISBN 3-498-00608-8
- vorstellung meiner hände  (2010) ISBN 978-3-498-00667-9

### Ljudböcker
- Wörter Sex Schnitt. Originaltonaufnahmen 1973. [CD-bok], 5 CD med booklet, 385 min. (Intermedium Records, 2005)
- The Last One. Readings / Autorenlesungen, Cambridge Poetry Festival 1975 [CD-bok], 59 min. (Intermedium Records, 2005)[17]

### Svenska
- "Roma di notte" (översättning Mikael Ejdemyr). I Görgen Antonssons tidskrift Amalgam, nr 7 (1986/87), s. 2-10
- Doktor Karneval (dikter i urval och översättning av Mikael Ejdemyr) (Bakhåll, 1988), ISBN 91-7742-055-1

### Engelska

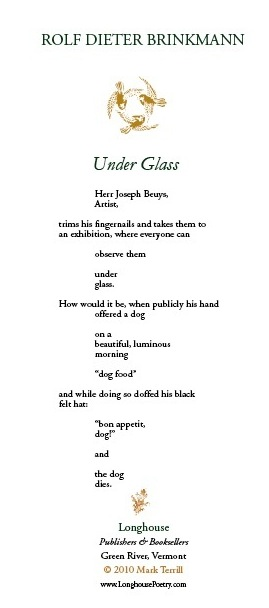
Bokomslag till den engelska utgåvan Under Glass (2010). Originaldikten Unter Glas publicerades första gången i diktsamlingen Gras (1970), senare omtryckt i samlingsvolymen Standphotos (1980), och är som synes ägnad den tyske konceptkonstnären Joseph Beuys.

- Like a pilot : Rolf Dieter Brinkmann, selected poems, 1963-1970 ; a bilingual edition, trans. Mark Terrill (2001) ISBN 0-9657687-7-5
- Some Very Popular Songs, a long poem from Westwärts 1 & 2, trans. Mark Terrill (Todd Press, 2010)
- Under Glass, a foldout broadsheet of 13 poems, trans. Mark Terrill (Longhouse, 2010)
- An Unchanging Blue,[18][19] selected poems 1962-1975, trans. Mark Terrill (Parlor Press, 2011), 222 s. ISBN 1-6023519-8-8

## Utmärkelser
- 1964: Förderpreis des Landes Nordrhein-Westfalen für junge Künstler [20]
- 1971: Stipendium des Landes Nordrhein-Westfalen [21]
- 1972-73: Villa Massimo
- 1975: Petrarcapriset (postumt)